# George Heber Connell
Pour les articles homonymes, voir Connell.
George Heber Connell (1836-1881) était un marchand et un homme politique canadien du Nouveau-Brunswick.

## Biographie
George Heber Connell naît en 1836 à Woodstock, au Nouveau-Brunswick. À l'instar de son père, Charles Connell, il se lance en politique et est élu député fédéral de la circonscription de Carleton le 17 septembre 1878. Il décède le 15 février 1881 à Ottawa, en cours de mandat.